# 信貴芳則
信貴 芳則（しぎ よしのり、1961年（昭和36年）2月26日 - ）は、日本の政治家。元大阪府岸和田市長（2期）、元岸和田市議会議員（3期）。

## 来歴
大阪府岸和田市三田町に生まれる。岸和田市立山直北小学校、岸和田市立山直中学校、明星高等学校、同志社大学商学部卒業。1983年4月から1993年3月まで、大阪府議会議員の井上新造の秘書を務める。
1993年4月、大阪調理製菓専門学校の校長に就任。1996年4月からは大阪健康福祉専門学校の校長も兼任する。1998年9月11日、肺動脈破裂により意識不明、植物人間状態となる。2001年5月、社会復帰するまでの9か月間の闘病生活の体験記を出版。
2003年4月、岸和田市議会議員選挙に無所属で出馬し、初当選。2007年に再選、2011年に3回目の当選。2011年5月から2013年5月まで、岸和田市議会の議長を務めた。

### 2013年岸和田市長選挙
2013年9月26日、岸和田市長選挙に立候補することを表明。同市長選において自由民主党と民主党と連合大阪は信貴の推薦を決め、日本共産党は信貴を自主支援した。対立候補の原田栄夫は、日本維新の会の遠藤敬衆議院議員の前公設秘書で、かつては大阪維新の会の永野孝男大阪府議会議員の秘書を務めた経験もあったが、「堺市の二の舞になる」と警戒し、維新の会に対し公認はもとより推薦も求めない方針で市長選に臨んだ。信貴の陣営はこれをとらえ、選挙活動中「隠れ維新に気をつけて」と連呼して攻勢を強め、11月24日に行われた市長選で原田を破り初当選した。同年12月15日、市長就任。
※当日有権者数：158,627人 最終投票率：34.69%（前回比：-10.58pts）
| 候補者名 | 年齢 | 所属党派 | 新旧別 | 得票数   | 得票率 | 推薦・支持                           |
| -------- | ---- | -------- | ------ | -------- | ------ | ------------------------------------ |
| 信貴芳則 | 52   | 無所属   | 新     | 32,465票 | 59.84% | （推薦）自由民主党・民主党・連合大阪 |
| 原田栄夫 | 64   | 無所属   | 新     | 21,785票 | 40.16% |                                      |

### 2017年岸和田市長選挙
2017年8月、自民党岸和田支部は信貴への推薦を見送った。10月5日、岸和田市議の西田武史が出馬表明。11月26日に行われた市長選で、自民党岸和田支部と同党府連の推薦を得た西田、建築士の吉野富博を破り再選を果たした。
※当日有権者数：162,498人 最終投票率：33.61%（前回比：-1.08pts）
| 候補者名 | 年齢 | 所属党派 | 新旧別 | 得票数   | 得票率 | 推薦・支持                             |
| -------- | ---- | -------- | ------ | -------- | ------ | -------------------------------------- |
| 信貴芳則 | 56   | 無所属   | 現     | 31,831票 | 58.98% | （推薦）連合大阪                       |
| 西田武史 | 52   | 無所属   | 新     | 17,745票 | 32.88% | （推薦）自由民主党岸和田支部・同党府連 |
| 吉野富博 | 69   | 無所属   | 新     | 4,394票  | 8.14%  |                                        |

### 2018年岸和田市長選挙
再選した翌日の2017年11月27日、信貴は記者会見し、2013年の市長選を巡り、自民党の推薦を得るため同党関係者に現金200万円を渡したと述べた。さらには11月28日、2017年の市長選を巡って信貴と大阪18区の衆議院議員・神谷昇が、同党岸和田支部役員に、民間団体が集めた党費約112万円と党員名簿（約280人分）の提供を申し出ていたことが明らかとなった。12月1日、党関係者に渡した現金200万円は「政党支部への献金」であると市議会全員協議会の場で述べ、関連団体の政治資金収支報告書に記載がない点は「忙しく失念していた」と釈明した。日曜日である12月17日、市役所の警備員に鍵を開けさせて無人の記者室に入り、報道各社の机に、信貴の金銭疑惑を明らかにした男性を批判的に記した資料を置いた。資料はすべて実名で記され、個人情報に関する法令に違反する可能性があり、12月18日に記者が資料について問い糾した際は「知らない」と否定した。しかしのちになって不適切な行動だったと認めて謝罪した。
同年12月21日、辞職願を提出。同日の記者会見で「しがらみを断ち、うみを出し切る」と訴え、出直し選挙に出馬する意向を表明した。12月26日、市議会は辞職願に全会一致で同意した。
2018年2月4日に行われた市長選は、信貴、前回選で落選した西田武史、大阪維新の会公認の元府議の永野耕平の3人が立候補した。前回選落選の吉野も当初出馬の予定であったが、「反信貴派の票の分散は岸和田のためにならない」とし、出馬を見送っていた。永野に敗れ落選。
※当日有権者数：161,579人 最終投票率：31.43%（前回比：-2.18pts）
| 候補者名 | 年齢 | 所属党派     | 新旧別 | 得票数   | 得票率 | 推薦・支持 |
| -------- | ---- | ------------ | ------ | -------- | ------ | ---------- |
| 永野耕平 | 39   | 大阪維新の会 | 新     | 20,165票 | 40.35% |            |
| 信貴芳則 | 56   | 無所属       | 元     | 18,198票 | 36.41% |            |
| 西田武史 | 52   | 無所属       | 新     | 11,615票 | 23.24% |            |

なお、信貴は、2013年の当時の岸和田市長選挙で、「トリヴェール和泉」の岸和田市版を構想に掲げ、泉北高速鉄道の岸和田市への延伸を選挙公約として訴えて当選したが、結局、在任中はその実現には至らなかった。